# Mezőtúr
Mezőtúr (Duits: Thur) is een plaats (város) en gemeente in het Hongaarse comitaat Jász-Nagykun-Szolnok. Mezőtúr telt 18 653 inwoners (2007).